# دریاکاهویان
دریاکاهویان (نام علمی: Ulvaceae) نام یک تیره از راسته دریاکاهوسانان است.